# Герберт, Кристиан, 6-й граф Поуис
Кристиан Виктор Чарльз Герберт, 6-й граф Поуис (англ. Christian Victor Charles Herbert, 6th Earl of Powis; 28 мая 1904 — 7 октября 1988) — британский адвокат, солдат, офицер колониальной службы и пэр. В 1974 году Кристиан Герберт стал членом Палаты лордов, унаследовав несколько дворянских титулов от своего старшего брата.

## Биография

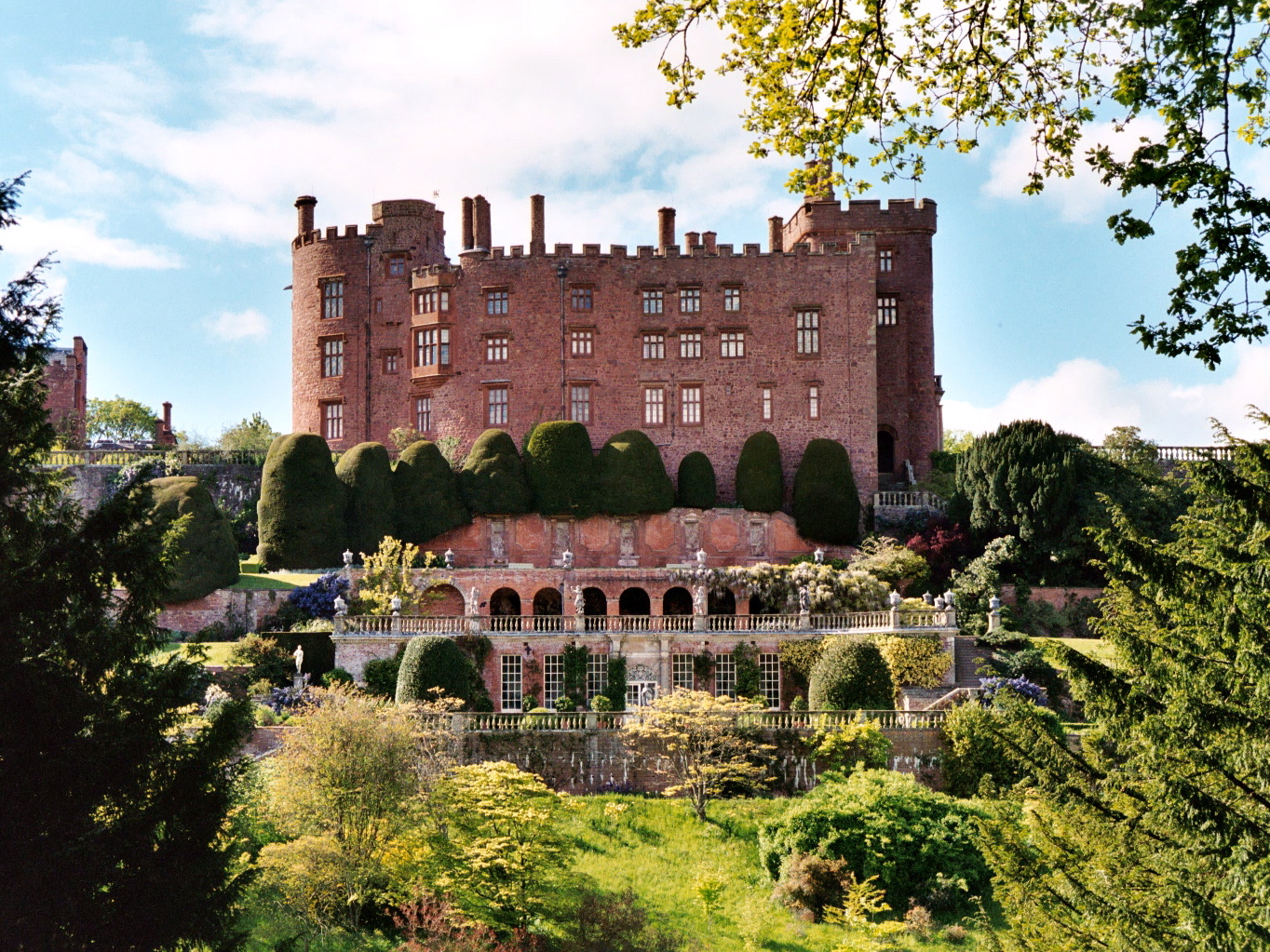
Замок Поуис, резиденция графов Поуис

Родился 28 мая 1904 года на Лоуэр-Белгрейв-стрит в Вестминстере. Младший сын полковника Эдварда Уильяма Герберта (1855—1924) и Беатрис Энн Уильямсон (? — 1928). Его дедушкой был Роберт Чарльз Герберт (1827—1902), младший сын Эдварда Герберта, 2-го графа Поуиса (1785—1848), и Люси Герберт, графини Поуис (1793—1875). Его бабушкой и дедушкой по материнской линии были сэр Хедворт Уильямсон, 8-й баронет (1827—1900), и леди Элизабет Лидделл, дочь Генри Лидделла, 1-го графа Рэйвенсворта.
Он получил образование в школе Оундл, Тринити-колледже в Кембридже, где получил степень бакалавра, и Университетском колледже Лондона.
В 1932 году Кристиан Герберт поступил в коллегию адвокатов из Иннер-Темпл, и он стал адвокатом. Во время Второй мировой войны он дослужился до звания майора артиллерийского корпуса Королевской армии. После войны он стал офицером колониальной службы и в период с 1947 по 1955 год последовательно был личным секретарем Джеральда Хоксворта, Рональда Гарви и Патрика Мьюра Ренисона на посту губернаторов Британского Гондураса. В 1955 году он остался с Ренисоном, когда его перевели на пост губернатора Британской Гвианы, затем остался в Джорджтауне в качестве секретаря губернатора, когда Ренисона сменил Ральф Грей. В 1964 году Ральф Грей был переведен на пост губернатора Багамских островов, а Кристиан Герберт ушел в отставку.
10 апреля 1953 года королевским ордером на старшинство Кристиан Герберт был повышен до звания младшего сына графа после того, как его старший брат Эдвард Герберт стал 5-м графом Поуисом в 1952 году после смерти троюродного брата.
15 января 1974 года Кристиан Герберт сменил своего старшего брата Эдварда Герберта на посту графа Поуиса, виконта Клайва из Ладлоу, барона Клайва из Уолкота, барона Клайва из Плесси, барона Поуиса из замка Поуис и барона Герберта из Чирбери. К тому времени семейная резиденция замка Поуис была передана Национальному фонду, а некогда великое поместье графов Поуис было значительно уменьшено из-за налога на наследство. Тем не менее, по договоренности с новыми владельцами замка Поуис поселился там и умер там в 1988 году. Он был похоронен в Уэлшпуле 14 октября 1988 года Элвином Райсом Джонсом, епископом Святого Асафа.